# Vasikkasaari (ö i Finland, Kajanaland, Kajana, lat 64,37, long 27,59)
Vasikkasaari är en ö i Finland. Den ligger i sjön Ule träsk och i kommunen Paldamo i den ekonomiska regionen  Kajana ekonomiska region  och landskapet Kajanaland, i den centrala delen av landet, 500 km norr om huvudstaden Helsingfors. Öns area är 3,4 hektar och dess största längd är 320 meter i sydöst-nordvästlig riktning.